# Vanilla columbiana
Vanilla columbiana är en orkidéart som beskrevs av Robert Allen Rolfe. Vanilla columbiana ingår i släktet Vanilla och familjen orkidéer. Inga underarter finns listade i Catalogue of Life.